# Les Princes de la ville (film)
Pour les articles homonymes, voir Les Princes de la ville.
Pour plus de détails, voir Fiche technique et Distribution.
Les Princes de la ville (Blood In Blood Out, ou également connu sous le titre Bound by Honor) est un film américain réalisé par Taylor Hackford en 1993. Largement inspiré par la vie de Joe « Pegleg » Morgan, un détenu blanc d'origine européenne qui prit la tête d'un gang latino en prison dans les années 1970.

## Synopsis
Dans les années 1970, Miklo, issu d'un métissage américain et mexicain, vit à Las Vegas avec son père américain. Lorsque Miklo frappe son père, il retourne immédiatement dans son quartier d'origine à East Los Angeles. Il y retrouve sa famille maternelle, dont principalement Paco et Cruz, ses cousins. Malgré sa peau blanche, Miklo reste un chicano, mais lorsqu'avant la fin de sa probation il veut son tatouage « Vatos Locos » et que pour cela il doit faire ses preuves, il n'hésite pas attaquer un gang rival, ce qui va engendrer une guerre et la séparation des trois chicanos.

## Fiche technique
- Titre : Les Princes de la ville
- Titre original : Blood In Blood Out (titre initial), Bound By Honor (titre de sortie en salles)
- Réalisation : Taylor Hackford
- Scénario : Jimmy Santiago Baca (en), Jeremy Iacone et Floyd Mutrux, d'après une histoire  de Ross Thomas
- Producteur : Taylor Hackford et Jerry Gershwin
- Musique : Bill Conti
- Directeur de la photographie : Gabriel Beristain
- Montage : Fredric et Karl F. Steinkamp
- Distribution des rôles : Sharon Bialy et Richard Pagano
- Création des décors : Bruno Rubeo
- Direction artistique : Marek Dobrowolski
- Décorateur de plateau : Cecilia Rodarte
- Création des costumes : Shay Cunliffe
- Sociétés de production : Hollywood Pictures, Touchwood Pacific Partners 1 et Vato De Atole Productions
- Budget : 35 millions de $
- Durée : 180 minutes / 190 minutes (director's cut) / 330 minutes (montage original)
- Pays de production :  États-Unis
- Dates de sortie en salles :
  - États-Unis : 5 février 1993 (limité), 16 avril 1993
  - France : 25 août 1993
- Film interdit aux moins de 16 ans lors de sa sortie en salles en France

## Distribution
- Damian Chapa (VF : Bernard Gabay) : Miklo Velka
- Jesse Borrego (VF : Pierre-François Pistorio) : Cruz Candelaria
- Benjamin Bratt (VF : Emmanuel Jacomy) : Paco Aguilar
- Enrique Castillo (VF : Hervé Bellon) : Montana Segura
- Victor Rivers (VF : Pascal Renwick)  : Magic Mike
- Carlos Carrasco (VF : Michel Mella) : Popeye
- Delroy Lindo (VF : Sady Rebbot) : Bonafide
- Tom Towles (VF : Patrice Melennec)  : Red Ryder
- Billy Bob Thornton (VF : Daniel Lafourcade) : Lightning
- Ving Rhames (VF : Jacques Martial) : Ivan
- Thomas F. Wilson (VF : Michel Vigné) : Rollie McCann
- Geoffrey Rivas (VF : Lionel Henry) : Carlos
- Gary Cervantes : Smokey
- Danny Trejo (VF : Mario Santini) : Geronimo
- Lanny Flaherty (VF : Marc De Georgi) : Big Al
- Aytl Jensen : enfant  (non créditée)
- Raymond Cruz (VF : Thierry Ragueneau) : Chuey
- Valente Rodriguez (en) : Frankie
- Karmin Murcelo (VF : Élisabeth Wiener) : Dolores
- Teddy Wilson (VF : Robert Liensol) : Wallace
- Richard Masur (VF : Michel Papineschi) : le libraire de la prison
- Jenny Gago (VF : Maïk Darah) : Lupe
- Noah Verduzco :  Juanito
- Lupe Ontiveros : Carmen
- Victor Mohica (VF : Joël Martineau) : Mano
- Ray Oriel : Spider
- David Dunard (VF : Patrick Floersheim) : Gill

## Autour du film
- Le titre original du film est Blood In Blood Out (la devise de La Onda, le gang de la prison dans le film), mais fut changé par Disney, qui produit le film sous sa filiale Hollywood Pictures, estimant qu'il favoriserait ou influencerait en particulier la violence entre les gangs de Los Angeles, où l'action du film se déroule (à East Los Angeles). Une autre raison possible pour ce changement de titre pourrait être les émeutes de Los Angeles en 1992, les studios estimant que le titre est trop négatif[2].
- L'histoire du personnage principal est inspirée de celle de Joe « Pegleg » Morgan (en).
- Teddy Wilson, qui incarne Wallace, est décédé peu de temps après le tournage de la scène de l'interrogatoire et les scènes de prison à Delano[2].
- Le film devait à l'origine durer un peu plus de 5 heures.
- En 2014, dans un reportage réalisé en français par un journaliste qui filme un réseau de trafic de drogue de l'intérieur, le chef du réseau précise que ce film est l'un de ses favoris. Reportage diffusé dans la série Pièces à Conviction[3].